# Списък с филмите на „Кълъмбия Пикчърс“ (1990 – 1999)
Следва списък с филмите, които са продуцирани или пуснати от Кълъмбия Пикчърс през 1990–1999 г. Той е един от петте най-големи филмови студия. Кълъмбия Пикчърс е дъщерна компания на конгломерата Сони.
| Премиера             | Заглавие                             | Бележки |
| -------------------- | ------------------------------------ | --- |
| 9 февруари 1990 г.   | Циганско време                       | единствено разпространение в САЩ продуциран от AAA Classic, TriStar Pictures, Lowndes Productions Limited, P.L.B. Film и Smart Egg Pictures първият филм на Columbia след закупуването на студиото от Sony |
| 16 февруари 1990 г.  | Отмъщение                            | американски разпространител копродукция с Rastar и New World Pictures |
| 16 март 1990 г.      | The Forbidden Dance                  | единствен разпространител продуциран от 21st Century Film Corporation и Sawmill Entertainment Corporation                                                                                                  |
| 16 март 1990 г.      | Повелителят на мухите                | единствен разпространител продуциран от Nelson Entertainment, Castle Rock Entertainment, Jack's Camp и Signal Hill Entertainment                                                                           |
| 13 април 1990 г.     | Боговете сигурно са полудели 2       | американски разпространител копродукция с 20th Century Fox и Weintraub Entertainment Group |
| 10 август 1990 г.    | Линия на смъртта                     | копродукция с Stonebridge Entertainment |
| 12 септември 1990 г. | Поздрави от Холивуд                  | |
| 28 септември 1990 г. | Тексасвил                            | единствен разпространител продуциран от Nelson Entertainment и Cine-Source |
| 5 октомври 1990 г.   | The 5th Monkey                       | единствен разпространител продуциран от 21st Century Film Corporation |
| 12 октомври 1990 г.  | The Spirit of '76                    | единствен разпространител продуциран от Castle Rock Entertainment, Black Diamond Productions и Commercial Pictures                                                                                         |
| 19 октомври 1990 г.  | Нощта на живите мъртви               | единствен разпространител продуциран от 21st Century Film Corporation |
| 26 октомври 1990 г.  | Надпревара по роднински              | единствен разпространител продуциран от Castle Rock Entertainment и Nelson Entertainment |
| 26 октомври 1990 г.  | Нощна смяна                          | международен разпространител |
| 30 ноември 1990 г.   | Мизъри                               | единствен разпространител продуциран от Castle Rock Entertainment и Nelson Entertainment |
| 20 декември 1990 г.  | Пробуждане                           | номинация „Оскар“ за най-добър филм |
| 18 януари 1991 г.    | Men of Respect                       | |
| 19 април 1991 г.     | Убийствени мисли                     | копродукция с New Vision Pictures, Polar Entertainment Corporation, Rufglen Films |
| 17 май 1991 г.       | Stone Cold                           | единствено разпространение продуциран от Stone Group Pictures |
| 7 юни 1991 г.        | City Slickers                        | единствено разпространение продуциран от Castle Rock Entertainment и Nelson Entertainment |
| 12 юли 1991 г.       | Boyz n the Hood                      | |
| 2 август 1991 г.     | Завръщане в синята лагуна            | копродукция с Price Entertainment |
| 9 август 1991 г.     | Double Impact                        | единствено разпространение продуциран от Stone Group Pictures и Vision International |
| 6 септември 1991 г.  | Children of the Night                | |
| 20 септември 1991 г. | Late for Dinner                      | единствено разпространение продуциран от Castle Rock Entertainment и New Line Cinema |
| 11 октомври 1991 г.  | Превземането на Бевърли Хилс         | единствено разпространение продуциран от Nelson Entertainment |
| 27 ноември 1991 г.   | Моето момиче                         | копродукция с Imagine Entertainment |
| 25 декември 1991 г.  | Вътрешен кръг                        | копродукция с Numero Uno International и Мосфилм |
| 25 декември 1991 г.  | Принцът на приливите                 | номинация „Оскар“ за най-добър филм |
| 31 януари 1992 г.    | Hard Promises                        | единствено разпространение продуциран от Stone Group Pictures |
| 21 февруари 1992 г.  | Radio Flyer                          | |
| 21 февруари 1992 г.  | Falling from Grace                   | |
| 6 март 1992 г.       | Гладиатор                            | |
| 10 април 1992 г.     | Сомнамбули                           | |
| 24 април 1992 г.     | Year of the Comet                    | единствено разпространение продуциран от Castle Rock Entertainment и New Line Cinema |
| 1 юли 1992 г.        | Тяхната собствена лига               | |
| 24 юли 1992 г.       | Бързи пари                           | |
| 14 август 1992 г.    | Неомъжена бяла жена                  | |
| 28 август 1992 г.    | Меден месец във Вегас                | единствено разпространение продуциран от Castle Rock Entertainment и New Line Cinema |
| 23 септември 1992 г. | Господин събота вечер                | единствено разпространение продуциран от Castle Rock Entertainment и New Line Cinema |
| 2 октомври 1992 г.   | Герой                                | |
| 9 октомври 1992 г.   | Там тече ръка                        | |
| 13 ноември 1992 г.   | Дракула                              | копродукция с American Zoetrope |
| 11 декември 1992 г.  | Доблестни мъже                       | номинация „Оскар“ за най-добър филм единствено разпространение продуциран от Castle Rock Entertainment |
| 15 януари 1993 г.    | Без убежище                          | |
| 22 януари 1993 г.    | Hexed                                | |
| 12 февруари 1993 г.  | Омагьосан ден                        | |
| 26 февруари 1993 г.  | Ел Мариачи                           | единствено разпространение продуциран от Los Hooligans Productions |
| 5 март 1993 г.       | Амос и Андрю                         | единствено разпространение продуциран от Castle Rock Entertainment и New Line Cinema |
| 30 април 1993 г.     | The Pickle                           | |
| 14 май 1993 г.       | Изгубени в Йонкърс                   | копродукция с Rastar |
| 18 юни 1993 г.       | Последният екшън герой               | копродукция с Oak Productions |
| 9 юли 1993 г.        | Под прицел                           | единствено разпространение продуциран от Castle Rock Entertainment |
| 23 юли 1993 г.       | Поетичната Джъстис                   | копродукция с New Deal Productions |
| 28 юли 1993 г.       | Робин Худ: Мъже в чорапогащи         | международен разпространител копродукция с rooksfilms и Gaumont |
| 27 август 1993 г.    | Нужни неща                           | единствено разпространение продуциран от Castle Rock Entertainment и New Line Cinema |
| 3 септември 1993 г.  | Calendar Girl                        | копродукция с Parkway Productions |
| 3 септември 1993 г.  | Крепост                              | международен разпространител копродукция с Dimension Films, Davis Entertainment и Village Roadshow Pictures                                                                                                |
| 17 септември 1993 г. | Точен прицел                         | |
| 1 октомври 1993 г.   | Невинни години                       | единствено разпространение копродукция с Cappa Productions |
| 1 октомври 1993 г.   | Malice                               | единствено разпространение продуциран от Castle Rock Entertainment и New Line Cinema |
| 12 ноември 1993 г.   | Моят живот                           | копродукция с Capella Films и Zucker Brothers Productions |
| 19 ноември 1993 г.   | Остатъкът от деня                    | номинация „Оскар“ за най-добър филм номинация „Златен глобус“ за най-добър филм – драма |
| 24 ноември 1993 г.   | Джош и С.А.М                         | единствено разпространение продуциран от Castle Rock Entertainment и New Line Cinema |
| 10 декември 1993 г.  | Джеронимо: Една американска легенда  | |
| 4 февруари 1994 г.   | Готов на всичко                      | копродукция с Gracie Films |
| 11 февруари 1994 г.  | Моето момиче 2                       | копродукция с Imagine Entertainment |
| 18 март 1994 г.      | Горчива луна                         | единствено разпространение копродукция с Le Studio Canal+, Les Films Alain Sarde, R.P. Productions и Timothy Burrill Productions                                                                           |
| 29 април 1994 г.     | Бягство от Абсолом                   | копродукция с Allied Filmmakers и Pacific Western Productions |
| 10 юни 1994 г.       | Градски каубои: Златото на Кърли     | единствено разпространение продуциран от Castle Rock Entertainment |
| 17 юни 1994 г.       | Вълк                                 | копродукция с Дъглас Уик |
| 29 юни 1994 г.       | Little Big League                    | единствено разпространение продуциран от Castle Rock Entertainment |
| 22 юли 1994 г.       | Север                                | единствено разпространение продуциран от Castle Rock Entertainment и New Line Cinema |
| 19 август 1994 г.    | Blankman                             | копродукция с Greentrees Films и Wife 'n' Kids |
| 9 септември 1994 г.  | Следващото карате хлапе              | |
| 23 септември 1994 г. | Изкуплението Шоушенк                 | номинация „Оскар“ за най-добър филм единствено разпространение продуциран от Castle Rock Entertainment |
| 14 октомври 1994 г.  | I Like It Like That                  | |
| 28 октомври 1994 г.  | Пътят към Уелвил                     | копродукция с Beacon Pictures |
| 18 ноември 1994 г.   | Леон                                 | единствено разпространение копродукция с Gaumont Film Company |
| 21 декември 1994 г.  | Малки жени                           | единствено разпространение |
| 23 декември 1994 г.  | Уличен боец                          | копродукция с Capcom Entertainment и Edward R. Pressman Productions Universal Pictures поддържа северноамериканските права за разпространение                                                              |
| 6 януари 1995 г.     | Immortal Beloved                     | копродукция с Icon Productions |
| 11 януари 1995 г.    | Higher Learning                      | |
| 27 януари 1995 г.    | Преди изгрев                         | единствено разпространение продуциран от Castle Rock Entertainment |
| 19 март 1995 г.      | For Better or Worse                  | единствено разпространение продуциран от Castle Rock Entertainment |
| 24 март 1995 г.      | Долорес Клейборн                     | единствено разпространение продуциран от Castle Rock Entertainment |
| 7 април 1995 г.      | Лоши момчета                         | копродукция с Don Simpson/Jerry Bruckheimer Films |
| 19 май 1995 г.       | Забрави Париж                        | единствено разпространение продуциран от Castle Rock Entertainment |
| 7 юли 1995 г.        | Първият рицар                        | |
| 14 юли 1995 г.       | Индианец в шкафа                     | международен разпространител копродукция с Paramount Pictures, The Kennedy/Marshall Company, Scholastic Entertainment и Reliable Pictures Corporation                                                      |
| 28 юли 1995 г.       | Мрежата                              | копродукция с Winlker Films |
| 18 август 1995 г.    | The Baby-Sitters Club                | копродукция с Beacon Pictures и Scholastic Entertainment |
| 25 август 1995 г.    | Beyond Rangoon                       | единствено разпространение продуциран от Castle Rock Entertainment |
| 25 август 1995 г.    | Десперадо                            | копродукция с Los Hooligans Productions |
| 22 септември 1995 г. | The Run of the Country               | единствено разпространение продуциран от Castle Rock Entertainment и 129 Productions |
| 6 октомври 1995 г.   | Да умреш за каузата                  | единствено разпространение в САЩ копродукция с The Rank Organisation |
| 17 ноември 1995 г.   | Американският президент              | единствено разпространение в Северна Америка продуциран от Castle Rock Entertainment, Wildwood Enterprises и Digital Image Associates, Universal Pictures поддържа международните права за разпространение |
| 22 ноември 1995 г.   | Влакът трезор                        | копродукция с Peters Entertainment |
| 15 декември 1995 г.  | Отело                                | единствено разпространение продуциран от Castle Rock Entertainment, Dakota Films и Imminent Film Productions                                                                                               |
| 22 декември 1995 г.  | Дракула: мъртъв и доволен            | единствено разпространение продуциран от Castle Rock Entertainment и Brooksfilms |
| 26 януари 1996 г.    | Разум и чувства                      | номинация „Оскар“ за най-добър филм копродукция с Mirage Enterprises |
| 2 февруари 1996 г.   | Съдебен заседател                    | |
| 16 февруари 1996 г.  | Кметството                           | единствено разпространение продуциран от Castle Rock Entertainment |
| 21 февруари 1996 г.  | Ракета в бутилка                     | |
| 3 май 1996 г.        | Вещи в занаята                       | копродукция с Douglas Wick |
| 14 юни 1996 г.       | Кабелджията                          | копродукция с Licht Mueller Film Corp |
| 28 юни 1996 г.       | Стриптийз                            | единствено разпространение продуциран от Castle Rock Entertainment правата за разпространение сега са собственост на Warner Bros. Pictures                                                                 |
| 17 юли 1996 г.       | Мултиплициране                       | |
| 14 август 1996 г.    | Аляска                               | единствено разпространение продуциран от Castle Rock Entertainment |
| 23 август 1996 г.    | The Spitfire Grill                   | единствено разпространение продуциран от Castle Rock Entertainment |
| 13 септември 1996 г. | Fly Away Home                        | копродукция с Sandollar Productions |
| 13 септември 1996 г. | Максимален риск                      | копродукция с Roger Birnbaum Productions и Moshe Diamant Production |
| 27 септември 1996 г. | Извънредни мерки                     | единствено разпространение продуциран от Castle Rock Entertainment |
| 16 октомври 1996 г.  | Get on the Bus                       | |
| 20 декември 1996 г.  | Призраците на Мисисипи               | единствено разпространение продуциран от Castle Rock Entertainment |
| 25 декември 1996 г.  | И те имат майки                      | единствено разпространение продуциран от Castle Rock Entertainment |
| 25 декември 1996 г.  | Хамлет                               | единствено разпространение продуциран от Castle Rock Entertainment |
| 10 януари 1997 г.    | Народът срещу Лари Флинт             | копродукция с Phoenix Pictures номинация „Златен глобус“ за най-добър филм – драма |
| 14 февруари 1997 г.  | Бързата работа                       | |
| 14 февруари 1997 г.  | Абсолютна власт                      | единствено разпространение продуциран от Castle Rock Entertainment и Malpaso Productions |
| 26 февруари 1997 г.  | Booty Call                           | |
| 26 март 1997 г.      | Жив дявол                            | копродукция с Laurence Gordon Productions |
| 4 април 1997 г.      | Двойна комбина                       | единствено разпространение продуциран от Mandalay Entertainment |
| 11 април 1997 г.     | Анаконда                             | |
| 9 май 1997 г.        | Петият елемент                       | единствено разпространение продуциран от Gaumont Film Company |
| 6 юни 1997 г.        | Бъди                                 | единствен разпространител продуциран от Jim Henson Pictures и American Zoetrope |
| 2 юли 1997 г.        | Мъже в черно                         | копродукция с Amblin Entertainment и MacDonald/Parkes Productions |
| 25 юли 1997 г.       | Еър Форс Едно                        | копродукция с Beacon Pictures и Touchstone Pictures |
| 22 август 1997 г.    | Masterminds                          | |
| 29 август 1997 г.    | Свръхбагаж                           | |
| 17 октомври 1997 г.  | Знам какво направи миналото лято     | единствено разпространение продуциран от Mandalay Entertainment |
| 24 октомври 1997 г.  | Гатака                               | копродукция с Jersey Films |
| 23 януари 1998 г.    | Spice World                          | копродукция с PolyGram Filmed Entertainment |
| 30 януари 1998 г.    | Ефектът на Зироу                     | единствено разпространение продуциран от Castle Rock Entertainment |
| 6 февруари 1998 г.   | Резервни убийци                      | единствено разпространение продуциран от WCG Entertainment Productions и Brillstein-Grey Entertainment |
| 20 февруари 1998 г.  | Палмето                              | единствено разпространение продуциран от Castle Rock Entertainment |
| 20 март 1998 г.      | Лудории                              | единствено разпространение продуциран от Mandalay Entertainment |
| 10 април 1998 г.     | Моят великан                         | единствено разпространение продуциран от Castle Rock Entertainment |
| 17 април 1998 г.     | Sour Grapes                          | единствено разпространение продуциран от Castle Rock Entertainment |
| 1 май 1998 г.        | Клетниците                           | единствено разпространение продуциран от Mandalay Entertainment |
| 12 юни 1998 г.       | Вече не мога да чакам                | |
| 24 юли 1998 г.       | Смущаващо поведение                  | единствено международно разпространение продуциран от Metro-Goldwyn-Mayer, Village Roadshow Pictures и Beacon Pictures                                                                                     |
| 21 август 1998 г.    | Танцувай с мен                       | единствено разпространение продуциран от Mandalay Entertainment |
| 23 септември 1998 г. | Седрах                               | |
| 30 октомври 1998 г.  | Вампири                              | копродукция с Largo Entertainment |
| 13 ноември 1998 г.   | Още знам какво направи миналото лято | копродукция с Mandalay Entertainment |
| 25 декември 1998 г.  | Втората майка                        | копродукция с 1492 Pictures |
| 22 януари 1999 г.    | Стари муцуни                         | |
| 22 януари 1999 г.    | Глория                               | единствено разпространение продуциран от Mandalay Entertainment |
| 26 февруари 1999 г.  | Осем милиметра                       | |
| 5 март 1999 г.       | Секс игри                            | копродукция с Summit Entertainment, Newmarket Films и Original Film |
| 5 март 1999 г.       | Две димящи дула                      | международен разпространител копродукция с HandMade Films, SKA Films, The Steve Tisch Company и Summit Entertainment                                                                                       |
| 12 март 1999 г.      | Океанът на живота                    | единствено разпространение продуциран от Mandalay Entertainment |
| 9 април 1999 г.      | Давай!                               | |
| 30 април 1999 г.     | Палави ръце                          | копродукция с Licht Mueller Film Corp и Team Todd Films |
| 28 май 1999 г.       | Тринайстият етаж                     | копродукция с Centropolis Entertainment |
| 25 юни 1999 г.       | Баща-мечта                           | |
| 14 юли 1999 г.       | Мъпети в космоса                     | единствен разпространител продуциран от Jim Henson Pictures |
| 4 август 1999 г.     | Дик                                  | единствено разпространение продуциран от Phoenix Pictures |
| 17 септември 1999 г. | Ченгето в мен                        | копродукция с Runtledat Entertainment, Neal H. Moritz, Jaffe Productions и The IndieProd Company |
| 24 септември 1999 г. | Якоб лъжеца                          | копродукция с Blue Wolf Productions и Kasso Inc. |
| 1 октомври 1999 г.   | Приключенията на Елмо в Мърморания   | единствено разпространение продуциран от Jim Henson Pictures и Children's Television Workshop |
| 8 октомври 1999 г.   | Иронии на съдбата                    | копродукция с Lakeshore Entertainment, Rastar и Mirage Enterprises |
| 22 октомври 1999 г.  | Луди в Алабама                       | |
| 22 октомври 1999 г.  | Прилепи                              | международен разпространител копродукция с Destination Films |
| 5 ноември 1999 г.    | Колекционерът                        | копродукция с Universal Pictures и Bregman Productions |
| 12 ноември 1999 г.   | Жана Д'Арк                           | копродукция с Gaumont Film Company |
| 3 декември 1999 г.   | Виртуална сексуалност                | |
| 17 декември 1999 г.  | Двестагодишен човек                  | копродукция с Touchstone Pictures, 1492 Pictures и Radiant Productions |
| 17 декември 1999 г.  | Стюарт Литъл                         | |
| 21 декември 1999 г.  | Луди години                          | копродукция с Douglas Wick |